# Frente Popular pela Democracia e Justiça
Frente Popular pela Democracia e Justiça (tigrínia:  ህዝባዊ ግንባር ንደሞክራስን ፍትሕን, Həzbawi Gənbar nəDämokrasən Fətəḥən, abbreviated ህግደፍ
, em árabe: الجبهة الشعبية للديمقراطية والعدالة al-Jabhatu l-Shaʻabiyatu lil-Dīmuqrāṭiyati wāl-ʻIdālah) é, atualmente, o único partido político legal na Eritreia. É liderado por Isaias Afewerki, que por sua vez é o chefe de Estado. É considerado sucessor da Frente de Libertação do Povo Eritreu, que no seu Terceiro Congresso em fevereiro de 1994 mudou seu nome para o atual. A organização pretende ser um movimento de ampla base política, que agrupa os nacionalistas eritreus, independentemente da sua classe social.